# Sphecodopsis kuhlmanni
Sphecodopsis kuhlmanni là một loài Hymenoptera trong họ Apidae. Loài này được Eardley mô tả khoa học năm 2007.